# Sweating Bullets
Sweating Bullets è un singolo del gruppo musicale statunitense Megadeth, pubblicato nel 1993 ed estratto dall'album Countdown to Extinction.

## Tracce
1. Sweating Bullets (edit) – 4:09
2. Sweating Bullets (live at Cow Palace, San Francisco 4th December 1992) – 5:02
3. Ashes in Your Mouth (live at Cow Palace, San Francisco 4th December 1992) – 6:32
4. Countdown to Extinction (live at Cow Palace, San Francisco 4th December 1992) – 4:23